# فيليمير كلييتش
فيليمير كلييتش (بالكرواتية: Velimir Kljaić)‏ مواليد 10 فبراير 1946 في جمهورية يوغوسلافيا الاشتراكية الاتحادية - الوفاة 12 أغسطس 2010 في زغرب، كان لاعب كرة يد كرواتي تحول إلى التدريب بعد الاعتزال.

## الإنجازات
- بطولة يوغوسلافيا لكرة اليد
  - الفوز(3)
- الكأس الأوروبية
  - النهائي 1964–65
- الدوري الألماني لكرة اليد
  - الفوز(1)
- كأس أوروبا لكرة اليد
  - الفوز(1)
- كرة اليد في الألعاب الأولمبية الصيفية 1996 - المركز الأول
- الدوري الكرواتي لكرة اليد
  - الفوز (1)
- دوري أبطال أوروبا لكرة اليد
  - النهائي 1998–99
- بطولة أفريقيا لكرة اليد للرجال - المركز الأول
- الدوري الألماني لكرة اليد - 1992